# Michael Symon
Michael D. Symon (né le 19 septembre 1969) est un chef cuisinier, un restaurateur, et une personnalité de la télévision américaine.